# Masfjordnes
Masfjordnes är en kyrkby som utgör centralort i Masfjordens kommun i Vestland fylke i västra Norge. Orten ligger vid fylkesväg 570, på södra sidan av Masfjorden och har en färjeförbindelse till byn Duesund på andra sidan fjorden. Här finns Sandnes kyrka.